# Torre Ghajn Tuffieha

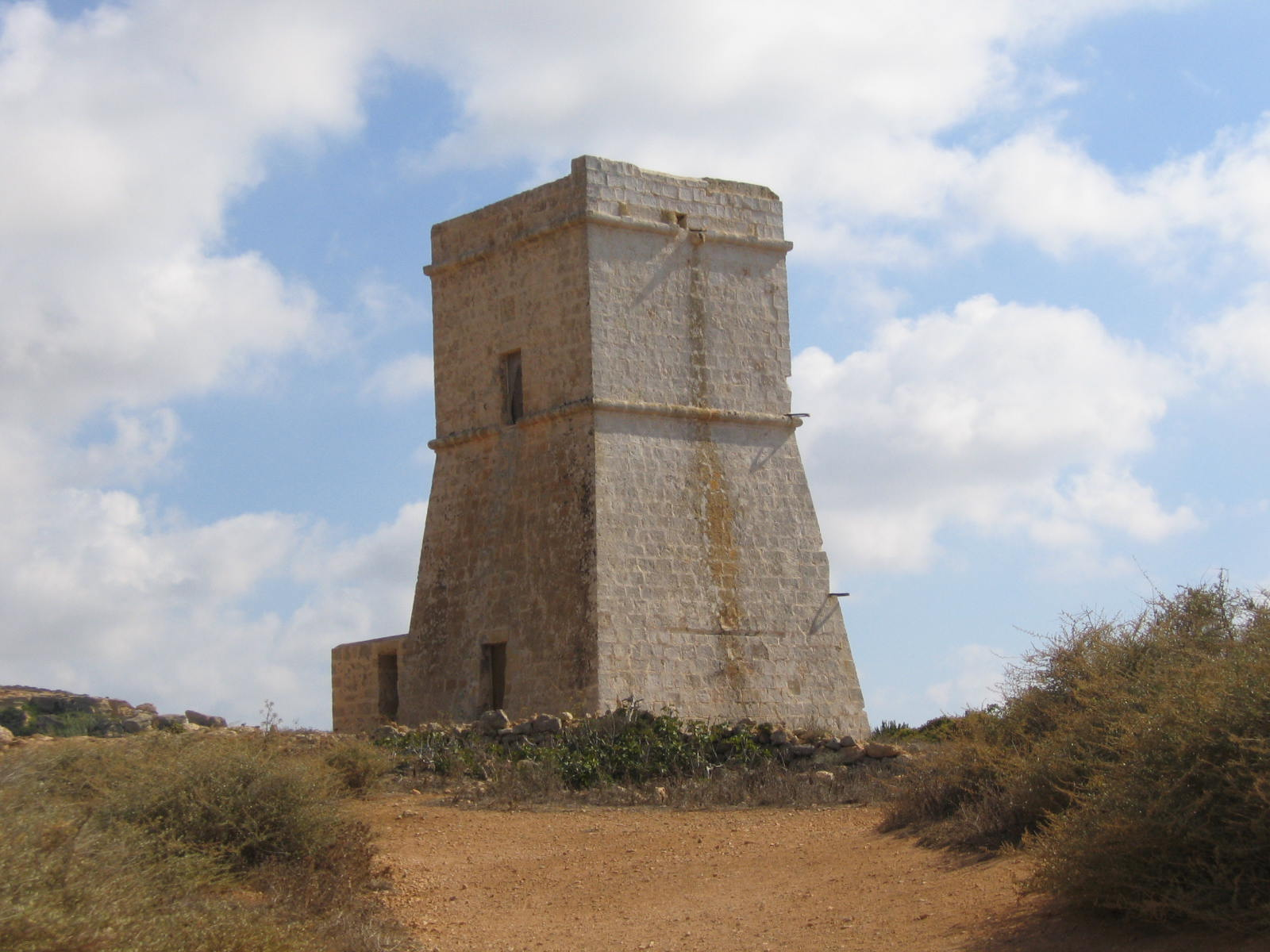
Torre Ghajn Tuffieha

La Torre Ghajn Tuffieha és una fortificació situada als penya-segats de la badia del mateix nom, a la costa nord-oest de Malta. Es tracta d'una de les 5 Torres Lascaris, ja que fou construïda per orde del Gran Mestre Jean de Lascaris-Castellar, de l'Orde de Sant Joan de Jerusalem. En un primer moment era un punt de guaita, però que va tenir un punt de foc i quatre homes de guarnició.
La torre ha estat recentment restaurada.